# Цикл Спадщина
Цикл «Спадок» (англ. Inheritance Cycle) — це тетралогія підліткових фантастичних романів, написаних американським письменником Крістофером Паоліні. Розгортання подій відбувається у вигаданому світі Алагаезії (/æləˈɡeɪziə/) і присвячено пригодам хлопчика-підлітка на ім'я Ерагон та його дракона Сафіри, які намагаються повалити злого короля Галбаторікса. Спочатку серіал мав бути трилогією (під назвою «Трилогія спадщини»), поки 30 жовтня 2007 року Паоліні не оголосив, працюючи над третім романом, що він вважає цю історію надто складною, щоб завершити її лише трьома книгами.
Серія книг в цілому отримала неоднозначні відгуки критиків, але здобула популярність і комерційний успіх. Перша книга серії, «Ерагон», спочатку була опублікована Паоліні самостійно в 2001 році, а потім була перевидана Alfred A. Knopf 25 червня 2003 року. Друга книга серії, «Старша», була опублікована Alfred A. Knopf 23 серпня 2005 року. Обидві книги стали бестселерами New York Times. Третя книга серії, Брізінгр, була опублікована 20 вересня 2008 року. Четверта й остання книга серії, Спадок, була опублікована 8 листопада 2011 року. У світі було продано 33,5 мільйона копій серії.
У 2006 році на екрани вийшов художній фільм за першою книгою циклу «Ерагон» з Едом Спелірсом, Джеремі Айронсом, Джоном Малковичем і Джимоном Хонсу в головних ролях. Фільм отримав загалом негативні відгуки, але був відзначений як 13-й найкасовіший фантастичний бойовик у Сполучених Штатах.

## Історія видання
Крістофер Паоліні, який навчався вдома, закінчив середню школу у віці п'ятнадцяти років, але відчував, що ще недостатньо зрілий для коледжу, тому писав "Ерагона" у вільний час. Написавши перший начерк за рік, він витратив другий рік на його переписування, доопрацювання історії та персонажів, а потім представив його батькам. Вони доручили сімейній видавничій компанії "Паоліні Інтернешнл" видати книгу самостійно, після чого Паоліні поїхав до різних шкіл з рекламою свого роману. У 2002 році автор Карл Хіасен виявив книгу, коли її читав його пасинок, і звернув на неї увагу свого видавця Альфреда А. Кнопфа. У 2003 році книга була перевидана видавництвом Кнопф.
Brisingr - слово, що означає "вогонь" стародавньою мовою Алаґаесії, запозичене з давньоскандинавської - було опубліковано 20 вересня 2008 року. Оголошення Паоліні про дату виходу книги включало одкровення про те, що трилогія "Спадщина" тепер міститиме чотири книги замість трьох, що призвело до перейменування серії на цикл "Спадщина".
"Спадок" був анонсований видавництвом "Рендом Хаус" 23 березня 2011 року разом з обкладинкою. Вона вийшла 8 листопада 2011 року в США, Канаді, Великій Британії, Австралії та Новій Зеландії.
Цикл складається з чотирьох частин:
- Ерагон (Eragon)
  - видано: 26 серпня 2003
- Ерагон. Найстарший (Eldest)
  - видано 23 серпня 2005
- Брізінгр (Brisingr, The Seven Promises of Eragon Shadeslayer and Saphira Bjartskular)
  - видано: 20 вересня 2008
- Спадок (Inheritance)
  - видано: 8 листопада 2011

## Екранізації
Перша частина циклу — «Ерагон», була екранізована у 2006 році (20th Century Fox). Режисер — Стефан Фангмейер.
- Ерагон (2006)